# 은성학
은성학(殷成學)은 일제강점기와 대한민국 건국 초기의 경찰이다.

## 생애
출신지나 출생 시기를 알 수 없다. 1912년에 조선총독부 순사보로 임명되면서 경찰계에 입문하였다. 2년 뒤에는 총독부 순사로 승진하였다.
1919년 8월에 관제가 개정되면서 도순사로 발령받았고, 그해 12월에는 조선총독부 경부보로서 전라북도 제3부 경무과에 배치되었다. 전라북도 경찰부를 시작으로 임실경찰서, 김제경찰서, 진안경찰서를 거쳤다.
1929년에는 경부로 승진하였다. 이후 남원경찰서와 전주경찰서, 군산경찰서에서 재직하였으며, 전라북도 도청 직속인 전북마약류중독자치료소 서기를 겸하기도 하였다. 군산부에서 군산경찰서 경부로 근무하던 1935년에 총독부가 시정 25주년을 기념하여 표창한 표창자 명단에 들어 있다. 이때 훈8위에 서위되어 있었다.
대한민국 건국 초기에 경찰 고위간부를 지냈다. 그러나 1949년에 반민족행위처벌법에 따라 반민특위에 체포되었고, 유죄가 인정되어 공민권 5년 정지 판결을 받았다. 반민특위 활동이 중도에 방해를 받아 중단되었기 때문에, 일제 강점기의 경찰로서 공민권 정지 판결을 받은 사람은 최연 등 11명 뿐이었다.
2008년 공개된 민족문제연구소의 친일인명사전 수록예정자 명단 중 경찰 부문에 포함되었다.

## 참고자료
- 은성학(殷成學) - 국사편찬위원회